# 2018 în știință
Următoarele evenimente științifice semnificative au avut loc în 2018.

## Evenimente

### Ianuarie

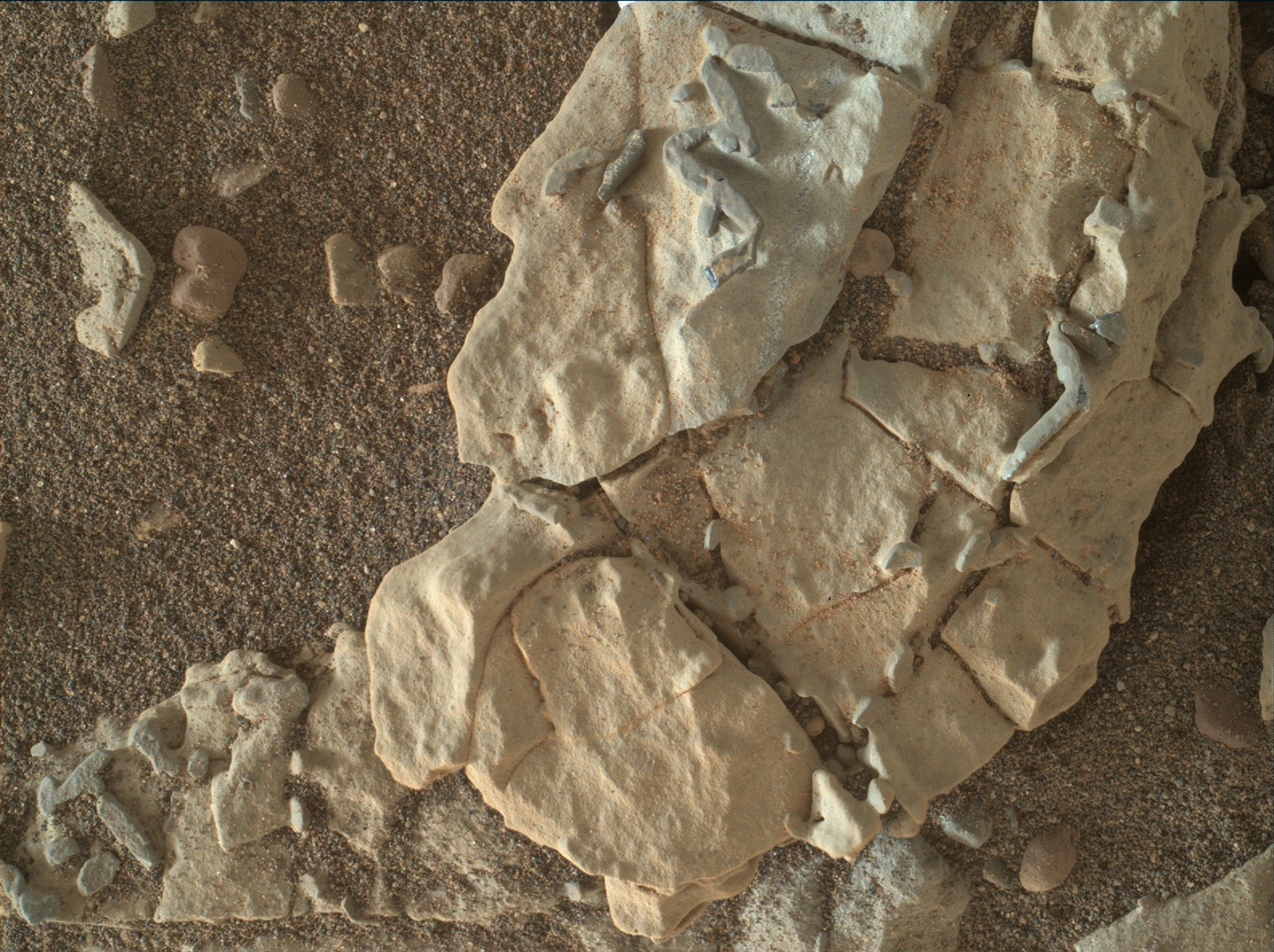
5 ianuarie: Forme curioase de rocă (biologice sau geologice ?) găsite pe Marte de către roverul Curiosity.

- 5 ianuarie – Cercetătorii raportează imagini (vezi imaginea-1) realizate de  roverul Curiosity pe Marte care prezintă forme curioase de rocă ce ar putea necesita studii suplimentare pentru a se determina mai bine dacă formele sunt biologice sau geologice.[1][2] Ulterior, un astrobiolog a făcut o afirmație similară bazată pe o imagine diferită (vezi imaginea-2) preluată de roverul Curiosity.[3][4]
- 9 ianuarie – Analiza pietrei Hypatia arată că are o origine diferită de planetele și asteroizii cunoscuți. Părți ale acesteia ar putea fi mai vechi decât sistemul solar.[5]
- 22 ianuarie – Inginerii de la MIT dezvoltă un nou cip de calculator, cu „sinapsele artificiale”, care procesează informații mai degrabă precum neuronii dintr-un creier.[6][7]
- 24 ianuarie – Oamenii de știință din China raportează în revista Cell crearea a două clone de maimuță, numite Zhong Zhong și Hua Hua, folosind metoda complexă de transfer de ADN care a produs și oaia Dolly, pentru prima dată.[8][9][10][11]
- 25 ianuarie – Cercetătorii raportează dovezi că oamenii moderni au migrat din Africa cel puțin încă de acum 194.000 de ani în urmă, oarecum în concordanță cu studiile genetice recente și mult mai devreme decât se credea anterior.[12][13]

### Februarie

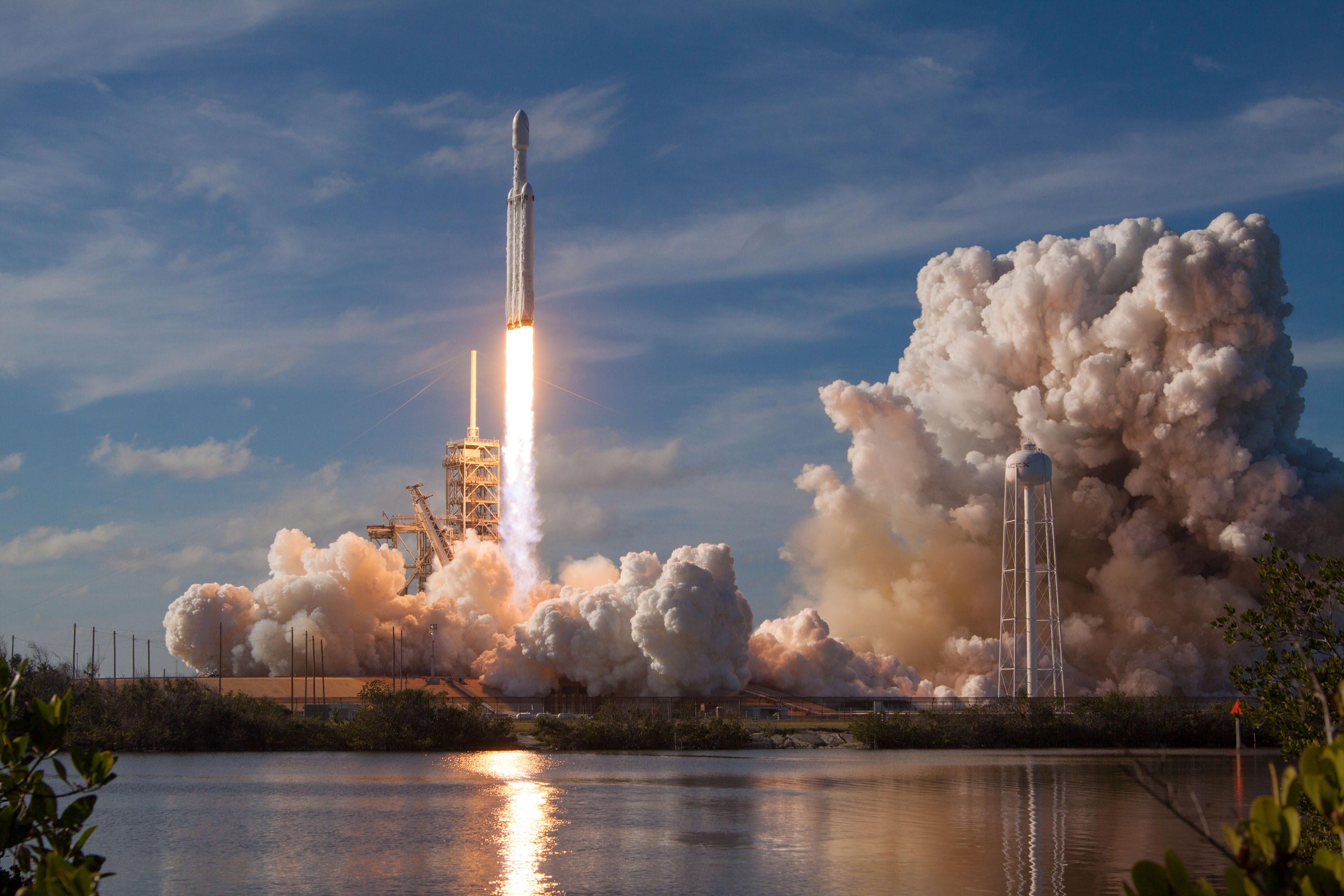
6 februarie: Lansarea cu succes a Falcon Heavy, cea mai puternică rachetă de la programul Shuttle Space.

- 5 februarie – Cercetătorii găsesc dovezi suplimentare pentru o formă exotică de apă, numită apă superionică, care nu se găsește în mod natural pe Pământ, dar ar putea fi comună pe planetele Uranus și Neptun.[15][16]
- 6 februarie – Compania americană SpaceX lansează cu succes racheta Falcon Heavy, cea mai puternică rachetă de la programul Shuttle Space.[14]
- 14 februarie – Un studiu publicat de Journal of Experimental Medicine arată că blocarea enzimei beta-secretaza (BACE1) la șoareci poate reduce substanțial formarea plăcilor responsabile pentru boala Alzheimer.[17][18]
- 21 februarie – Cercetătorii medicali raportează că e-țigările conțin substanțe chimice cunoscute că ar cauza cancer și leziuni ale creierului; de asemenea, ele conțin niveluri de metale potențial periculoase (chiar potențial toxice), inclusiv arsenic, crom, plumb, mangan și nichel.[19][20][21][22]
- 28 februarie – Astronomii raportează, pentru prima dată, un semnal al epocii de reionizare, o detectare indirectă a luminii de la  primele stele formate - la aproximativ 180 de milioane de ani după Big Bang.[23][24]

### Martie
- 8 martie – Oamenii de știință raportează prima detectare a gheții VII pe Pământ, anterior a fost produsă doar artificial. Poate fi obișnuită pe sateliții Enceladus, Europa și Titan.[25][26]
- 13 martie – Oamenii de știință raportează că Archaeopteryx, un dinozaur cu pene preistoric, a fost probabil capabil de zbor, dar într-un mod substanțial diferit de cel al păsărilor moderne.[27][28]
- 19 martie – Uber își suspendă toate mașinile cu autonomie din întreaga lume după ce o femeie a fost  ucisă de unul dintre vehiculele în Arizona. Aceasta este prima fatalitate înregistrată în urma folosirii unei versiuni complet automatizată a tehnologiei.[29]

### Aprilie
- 2 aprilie – Astronomii raportează depistarea celei mai îndepărtate stele individuale (de fapt, o supergigantă albastră), numită Icarus, aflată la 9 miliarde de ani-lumină distanță de Terra.[30][31]
- 25 aprilie – Oamenii de știință publică dovezi conform cărora asteroizii ar fi fost cei care au fost responsabili în principal de aducerea apei pe Pământ.[32][33]
- 30 aprilie – Cercetătorii raportează identificarea a 6.331 de grupuri de gene care sunt comune tuturor animalelor vii și care s-ar putea să fi apărut dintr-un singur strămoș comun care a trăit în urmă cu 650 de milioane de ani, în Precambrian.[34][35]

### Mai
- 5 mai – Nava spațială InSight, concepută pentru a studia interiorul și sub-suprafața planetei Marte, se lansează cu succes la ora 11:05 UTC, cu o sosire preconizată la 26 noiembrie 2018.[36][37]
- 14 mai – Antropologii oferă dovezi că creierul lui Homo naledi, un hominid extinct despre care se crede că a trăit acum 226.000 - 335.000 de ani în urmă, era mic, dar totuși complex, împărțind asemănări structurale cu creierul uman modern.[38][39]
- 24 mai – Astronomii susțin că planeta pitică Pluto ar fi putut fi formată ca urmare a aglomerării a numeroase comete și obiecte aferente centurii Kuiper.[40][41]
- 30 mai – Primele cornee umane tipărite 3D sunt create la Newcastle University.[42]

### Iunie

1 iunie: Furtuna de praf de pe Marte (înainte/după) care poate afecta supraviețuirea roverului Opportunity.

- 1 iunie – Cercetătorii NASA detectează semne de furtună de praf pe planeta Marte, care ar putea afecta supraviețuirea roverului Opportunity, deoarece praful poate bloca lumina solară necesară pentru a funcționa (vezi imaginea); începând cu 12 iunie, furtuna a cuprins o zonă aproximativă de dimensiunea combinată a Americii de Nord și a Rusiei (aproximativ un sfert din planetă); începând cu 13 iunie, s-a raportat că Opportunity se confruntă cu probleme grave de comunicare din cauza furtunii de praf;[45] o teleconferință NASA despre furtuna de praf a fost prezentată la 13 iunie 2018 și este  disponibilă pentru redare.[43][44][46][47] La 20 iunie, NASA a raportat că furtuna de praf a crescut în intensitate și a acoperit complet întreaga planetă.[48][49]
- 6 iunie – Amprentele din zona Cheilor Yangtze din sudul Chinei, care datează de 546 de milioane de ani, sunt raportate a fi cele mai timpurii înregistrări ale unui animal cu picioare.[50]
- 7 iunie – NASA anunță că roverul Curiosity a detectat o variație sezonieră ciclică a metanului atmosferic (vezi  imaginea) pe planeta Marte, precum și prezența kerogenului și a altor compuși organici complecși.[51][52][53][54][55][56][57][58]
- 14–15 iunie – Sonda japoneză Hayabusa2 returnează imagini ale asteroidului 162173 Ryugu de la o distanță de 650–700 km.[59]
- 16 iunie – Astronomii detectează AT2018cow, o explozie astronomică puternică, de 10-100 de ori mai strălucitoare decât o supernovă normală,[60] care poate fi o stea variabilă cataclismică, o rafală de raze gamma, val gravitațional, supernovă sau altceva.[61][62][63] Până la 22 iunie 2018, acest eveniment astronomic a generat un interes semnificativ în rândul astronomilor din întreaga lume,[64][62] și poate fi, din 22 iunie 2018, considerat o supernovă, numită provizoriu Supernova 2018cow.[65][66] Cu toate acestea,  potrivit astronomilor, adevărata identitate a AT2018cow rămâne neclară.[62][67]
- 18 iunie – MIT publică detalii despre „VoxelMorph”, un nou algoritm de învățare automată, care este de peste 1.000 de ori mai rapid la înregistrarea scanărilor cerebrale și a altor imagini 3-D.[68]
- 26 iunie – Cercetătorii de la Universitatea din California, Los Angeles, dezvoltă celule T sintetice care imită forma și funcția versiunilor umane reale.[69]
- 27 iunie – Astronomii raportează că ʻOumuamua, un obiect din spațiul interstelar care trece prin sistemul solar, este o cometă ușor activă și nu un asteroid, așa cum se credea anterior. Acest lucru a fost determinat prin măsurarea unui impuls non-gravitațional la accelerația lui ʻOumuamua. (imagine) (animație)[70][71][72]

### Iulie

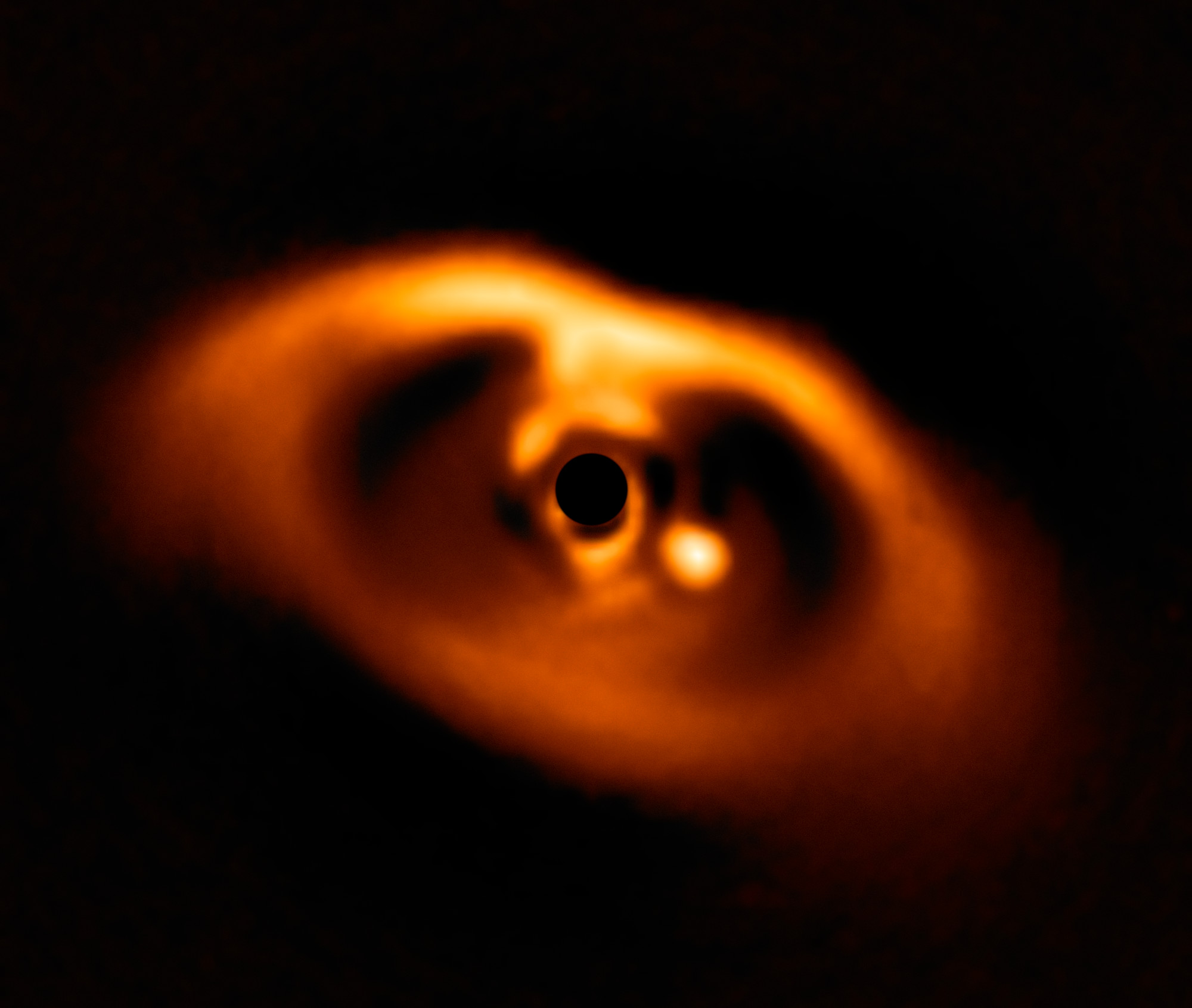
2 iulie: Prima imagine confirmată a planete nou-născute, exoplaneta PDS 70b, care este de câteva ori mai mare decât planeta Jupiter.

- 2 iulie – Astronomii raportează prima imagine (vezi imaginea) a unei planete nou-născute. Numele exoplanetei este PDS 70b și este de câteva ori mai mare decât planeta Jupiter.[73][74][75]
- 11 iulie – Oamenii de știință raportează descoperirea în China a celor mai vechi unelte de piatră din afara Africii, estimate la 2,12 milioane de ani vechime.[76]
- 12 iulie – Folosind Hubble și Gaia, astronomii efectuează cele mai precise măsurători ale ratei de expansiune a universului - o cifră de 73,5 km pe secundă pe megaparsec - reducând incertitudinea la doar 2,2%.[77]
- 17 iulie – Oamenii de știință conduși de Scott S. Sheppard raportează descoperirea a 12 noi sateliți ai lui Jupiter, ducând numărul său total la 79. Printre aceștia se numără Valetudo despre care se presupune că se va ciocni în cele din urmă cu un satelit vecin.[78][79]
- 25 iulie – Oamenii de știință raportează descoperirea, pe baza studiilor radarului MARSIS, a unui lac subglacial pe Marte, la 1,5 km sub capacul de gheață polară sudică (vezi imaginea) și extinzându-se lateral aproximativ 20 km; primul corp de apă cunoscut de pe planetă.[80][81][82][83]

### August

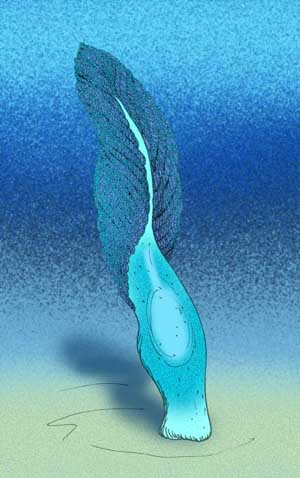
8 august: Stromatoveris psygmoglena, care a dominat oceanele acum o jumătate de miliar de ani în urmă, s-a descoperit că a fost membru al Animalia.

- 1 august – Plămâni crescuți în laborator sunt transplantați cu succes la porci pentru prima dată.[85]
- 7 august – Cercetătorii NASA raportează confirmarea de către nava spațială New Horizons a unui „perete de hidrogen” la marginile exterioare ale sistemului solar, care a fost detectat pentru prima dată în 1992 de cele două nave spațiale Voyager.[86][87]
- 8 august – Biologii au descoperit pe baza analizei filogenetice că Stromatoveris psygmoglena, un organism din Ediacaran care a dominat oceanele în urmă cu jumătate de miliard de ani, a fost membru al Animalia.[84][88]
- 16 august – Genomul grâului este secvențiat complet după un efort de 13 ani.[89]
- 20 august – Oamenii de știință raportează că viața, bazată pe dovezi genetice și fosile, ar fi putut începe pe Pământ acum aproape 4,5 miliarde de ani, cu mult mai devreme decât se credea până acum.[90][91]
- 21 august – Oamenii de știință anunță primele dovezi directe pentru gheața de pe suprafața Lunii, care se găsește în regiunile întunecate permanent.[92]
- 22 august – Oamenii de știință raportează dovezi ale unei hominine în vârstă de 13 ani, numită Denny, estimată că a trăit în urmă cu 90.000 de ani și care a fost jumătate Neanderthală și jumătate Denisovan, pe baza analizei genetice a unui fragment osos descoperit în peștera Denisova; este prima dată când a fost descoperit un individ străvechi ai cărui părinți aparțineau unor grupuri umane distincte.[93][94][95]

### Septembrie
- 12 septembrie – Oamenii de știință raportează descoperirea celui mai timpuriu desen făcut de Homo sapiens, desen estimat la o vechime de 73.000 de ani, cu mult mai devreme decât cei 43.000 de ani vechime ale celor mai vechi artefactelor înțelese a fi cele mai vechi desene umane moderne.[96]
- 16 septembrie – Cercetătorii medicali concluzionează, pe baza unui studiu efectuat pe 19.114 de persoane, pe parcursul a cinci ani, că utilizarea aspirinei în doze mici de către persoanele în vârstă sănătoase poate să nu fie benefică și, în unele cazuri, poate fi dăunătoare.[97][98]
- 20 septembrie
  - Cercetătorii identifică pentru prima dată celulele stem scheletice umane.[99]
  - Folosind date de la observatorul XMM-Newton al Agenției Spațiale Europeane, care  observă spațiul în lumina cu raze X, astronomii raportează prima detectare a materiei care intră cu 30% din viteza luminii într-o gaură neagră situată în centrul galaxiei PG211+143, la o distanță de un miliard de ani-lumină de Terra.[100]
- 21 septembrie – Sonda japoneză Hayabusa2 lansează doi landeri pe suprafața marelui asteroid Ryugu.[101]
- 24 septembrie – Astronomii descriu mai multe sisteme posibile de stele de unde ar putea proveni obiectul interstelar 'Oumuamua, găsit trecând prin Sistemul Solar în octombrie 2017.[102] Studiile sugerează că obiectul interstelar nu este nici un asteroid, nici o cometă.[103][104]
- 25 septembrie – Oamenii de știință stabilesc că Vorombe titan, o pasăre elefant extinctă de pe insula Madagascar, care a ajuns la greutăți de 800 kg și înălțimi de 3 metri, este cea mai mare pasăre cunoscută.[105][106][107]
- 26 septembrie – Cercetătorii oferă dovezi că compușii fosfor, componente cheie pentru viață, sunt făcuți în spațiul interstelar și distribuiți în spațiul exterior, inclusiv pe Pământul timpuriu.[108]

### Octombrie

8 octombrie: IPCC publică Raportul special privind încălzirea globală cu 1,5 ºC, remarcând necesitatea de a menține încălzirea globală sub 1,5 °C.

- 1 octombrie – Cercetătări finanțate de NASA au descoperit că voiajele îndelungate în spațiul exterior, inclusiv călătoriile pe planeta Marte, pot deteriora substanțial țesuturile gastrointestinale ale astronauților. Studiile susțin lucrări anterioare care au constatat că astfel de călătorii ar putea afecta în mod semnificativ creierul astronauților, și îmbătrânirea prematură.[112]
- 8 octombrie – Grupul interguvernamental de experți în evoluția climei publică Raportul special privind încălzirea globală cu 1,5 ºC, avertizând că „schimbări rapide, de anvergură și fără precedent în toate aspectele societății“ sunt necesare pentru a menține încălzirea globală sub 1,5 °C.[109][110][111]
- 11 octombrie – O echipă de cercetători de la Centrul de Astrofizică a Universității Harvard prezintă un model analitic care sugerează că materia - și spori potențial latenți - poate fi schimbată pe distanțe vaste între galaxii, un proces denumit „panspermie galactică” și nu se limitează la scara sistemelor solare.[113][114]
- 16 octombrie – O analiză cuprinzătoare a tendințelor demografice publicată în The Lancet prevede că toate țările vor experimenta cel puțin o ușoară creștere a speranței de viață până în 2040. Spania este de așteptat să depășească Japonia, crescând de la locul patru la primul loc, cu o durată de viață medie de 85,8 ani.[115][116]
- 20 octombrie – BepiColombo, prima misiune spațială europeană spre planeta Mercur, a fost lansată cu succes spre cea mai mică planetă și mai apropiată de Soare din sistemul nostru solar. BepiColombo va încerca să confirme existența gheții, să explice contracția internă a planetei, sau de ce câmpul său magnetic se află la 400 kilometri de centrul său.
- 30 octombrie – Sonda spațială Parker lansată de NASA în august 2018 a devenit obiectul care s-a apropiat cel mai mult de Soare în întreaga istorie a omenirii, ea aflându-se la o distanță de 42,73 milioane de kilometri față de astru. Recordul precedent a fost stabilit în 1976 și aparținea sondei americano-germane Helios 2. Este de așteptat ca sonda Parker să ajungă la 6,1 milioane de km de Soare, în 2024.[117]

### Noiembrie
- 1 noiembrie
  - Se lansează proiectul „BioGenome Earth”, un efort global de 10 ani pentru a secvenționa genomii tuturor celor 1,5 milioane de specii de animale, plante, protozoare și fungi cunoscute de pe Pământ.[119][120]
  - NASA anunță retragerea oficială, din cauza epuizării combustibilului, a misiunii navei spațiale Dawn, care a durat 11 ani, și care a studiat două protoplanete, Vesta și Ceres. Nava spațială va rămâne pe o orbită relativ stabilă în jurul Ceresului cel puțin în următorii 20 de ani, servind drept „monument” al misiunii.[121][122]
  - Oamenii de știință ruși au lansat o înregistrare video a misiunii aeriene spațiale Soyuz MS-10 care a implicat o rachetă Soyuz-FG, după lansarea din 11 octombrie 2018, care, din cauza unui senzor defect, a dus la distrugerea rachetei. Echipajul, astronautul NASA Nick Hague și cosmonautul rus Aleksey Ovchinin, a scăpat în siguranță și cu succes.[123]
  - Astronomii de la Universitatea Harvard sugerează că obiectul interstelar  'Oumuamua poate fi o navigare solară extraterestră dintr-o civilizație extraterestră, în efortul de a ajuta la explicarea „accelerației particulare” a obiectului.[124][125][126]
- 2 noiembrie – Două echipe independente de astronomi concluzionează, pe baza a numeroase observații din partea altor astronomi din întreaga lume, că evenimentul neobișnuit AT2018cow (cunoscut și sub numele de Supernova 2018cow, SN 2018cow și „The Cow”), o explozie astronomică foarte puternică, de 10-100 de ori mai strălucitoare decât o supernovă normală detectată la 16 iunie 2018, a fost „fie o gaură neagră nou formată în procesul de ameliorare a materiei, fie rotirea frenetică a unei stele neutronice”.[127][128][129][130]
- 5 noiembrie
  - Astronomii raportează descoperirea uneia dintre cele mai vechi stele, numită 2MASS J18082002-5104378 B, estimată la o vechime de 13,5 miliarde de ani, posibil una dintre primele stele, o minusculă stea ultra-săracă în metale făcută aproape în totalitate din materiale eliberate din Big Bang. Descoperirea stelei în galaxia Calea Lactee sugerează că galaxia noastră poate fi cu cel puțin 3 miliarde de ani mai veche decât se credea mai devreme.[131][132][133]
  - O nouă evaluare a găurii de ozon, publicată de ONU, arată că se recuperează mai repede decât se credea anterior. În ritmuri proiectate,  se preconizează  că emisfera nordică și ozonul la latitudini medii să se vindece complet până în anii 2030, urmată de emisfera sudică în anii 2050 și regiunile polare până în 2060.[134][135]
  - Oamenii de știință raportează descoperirea celei mai mici maimuțe, Simiolus minutus, care cântărește aproximativ 3,5 kg și a trăit în urmă cu aproximativ 12,5 milioane de ani în Kenya, în Africa de Est.[136][137]
- 7 noiembrie – Oamenii de știință raportează descoperirea celei mai vechi picturi de artă figurativă cunoscută, estimată la o vechime de peste 40.000 de ani (poate avea o vechime de 52.000 de ani), a unui animal necunoscut, în peștera Lubang Jeriji Saléh de pe insula indoneziană Borneo (vezi imaginea).[138][139][140]
- 16 noiembrie – La cea de-a 26-a Conferință Generală privind Greutățile și Măsurile se votează în unanimitate în favoarea definițiilor revizuite ale unităților de bază ale SI,[141][142][143] pe care Biroul Internațional de Măsuri și Greutăți le-a propus la începutul anului. Noile definiții intră în vigoare la 20 mai 2019.[144][145]
- 23 noiembrie – Cercetătorii raportează, după ce au detectat prezența pe Stația Spațială Internațională (ISS) a cinci tulpini bacteriene Enterobacter bugandensis, nefiind patogen pentru om, că microorganismele din ISS ar trebui monitorizate cu atenție pentru a continua asigurarea unui mediu sănătos pentru astronauți.[146][147]
- 25 noiembrie – Oamenii de știință chinezi raportează nașterea a două fetițe gemene, Lulu și Nana, ca fiind primii copii editați genetic din lume. Genele umane au fost editate pentru a rezista HIV.[148][149][150][151][152][153][154][155]
- 26 noiembrie – NASA raportează că landerul InSight a aterizat cu succes pe planeta Marte. Din transmisiile primite, se pot auzi sunetele vânturilor de pe Marte - pentru prima dată.[118]

### Decembrie

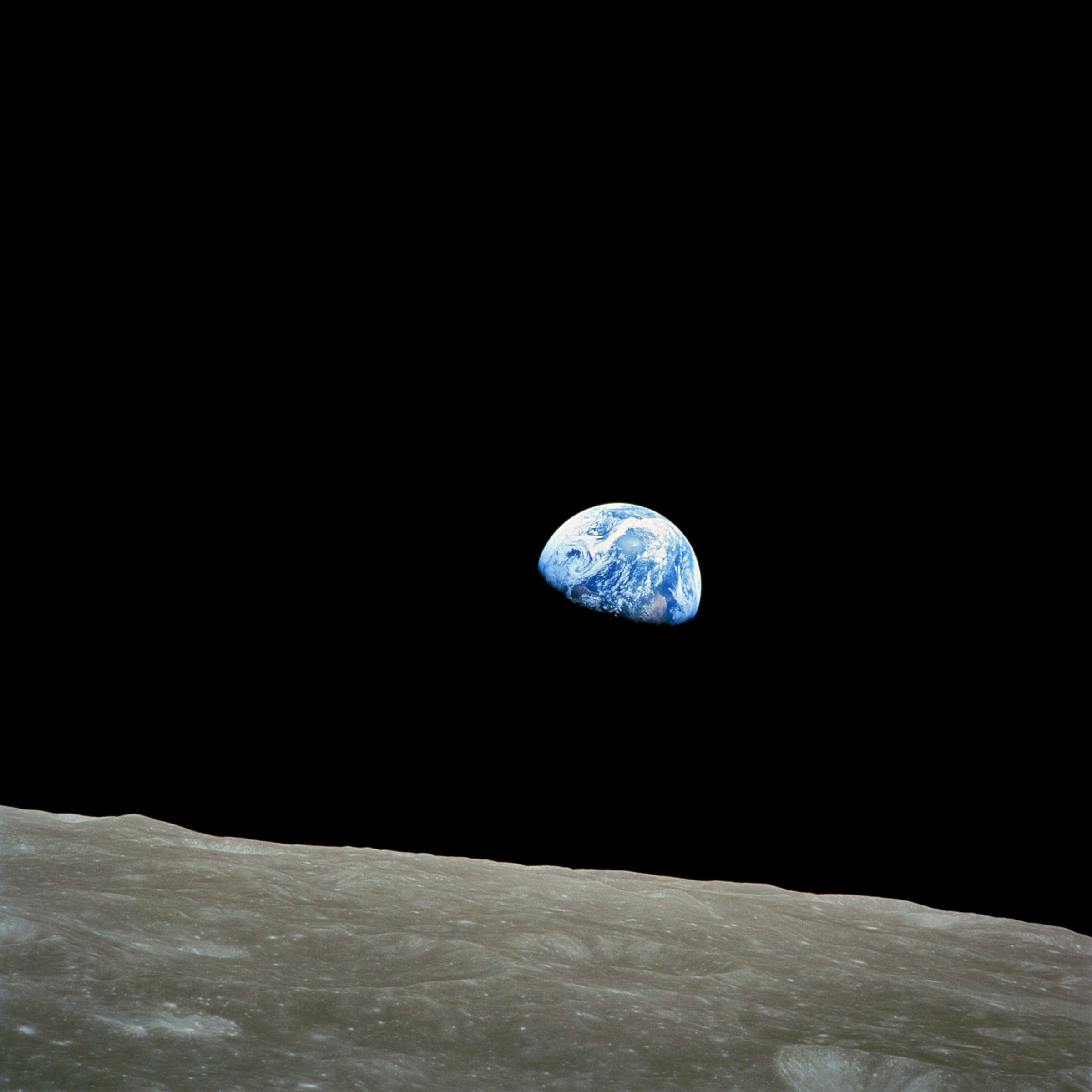
24 decembrie: NASA sărbătorește a 50-a aniversare de la fotografia „Răsărit de Pământ” realizată de astronauții Apollo 8.

- 5 decembrie – Cercetările publicate de „Global Carbon Project” arată că emisiile de carbon înregistrează un nivel ridicat de  37,1 miliarde de tone în 2018, determinate de o piață în plină expansiune a automobilelor și de utilizarea continuă a cărbunelui în China.[159][160][161]
- 8 decembrie – China lansează Chang'e 4, prima misiune de a debarca o ambarcațiune robotizată în partea nevăzută a Lunii.[162]
- 10 decembrie
  - Se confirmă că Voyager 2, o sondă spațială lansată în 1977, a părăsit Sistemul Solar și a intrat în spațiul interstelar la 5 noiembrie 2018 (vezi imagine), la șase ani după sonda geamănă,  Voyager 1 (vezi imagine).[163][164]
  - Cercetătorii anunță descoperirea unor cantități considerabile de forme de viață, inclusiv 70% din bacterii și arheele de pe Terra, care trăiesc până la cel puțin 4,8 km adânc în subteran, inclusiv la 2,5 km sub fundul mării, conform unui proiect de zece ani a „Deep Carbon Observatory”.[165][166][167][168]
- 18 decembrie
  - Oamenii de știință raportează că primele flori au apărut cu aproximativ 180 de milioane de ani în urmă, cu 50 de milioane de ani mai devreme decât se credea anterior.[169]
  - Meteoritul Kamceatka cade în Marea Bering, în apropiere de coasta de est a Rusiei, al treilea asteroid ca mărime care a lovit Pământul din 1900. Totuși, evenimentul nu va fi recunoscut și a anunțat, până în martie 2019.[170]
- 24 decembrie – NASA sărbătorește a 50-a aniversare de la fotografia „Răsărit de Pământ” (vezi imaginea) făcută de astronauții Apollo 8.[156][157][158]